# Montblanch
Montblanch (oficialmente en catalán Montblanc) es un municipio y localidad española de la provincia de Tarragona, en la comunidad autónoma de Cataluña. Capital de la comarca de la Cuenca de Barberá, cuenta con una población de 7550 habitantes (INE 2024). Posee el título de villa ducal y su casco antiguo está declarado conjunto histórico-artístico.

## Geografía
Montblanch está en el sur de la comarca, en el centro de la depresión formada por los ríos Anguera y Francolí. Está situada a los pies del pequeño monte conocido como Pla de Santa Bàrbara, cerca de la unión de los ríos Francolí y Anguera.

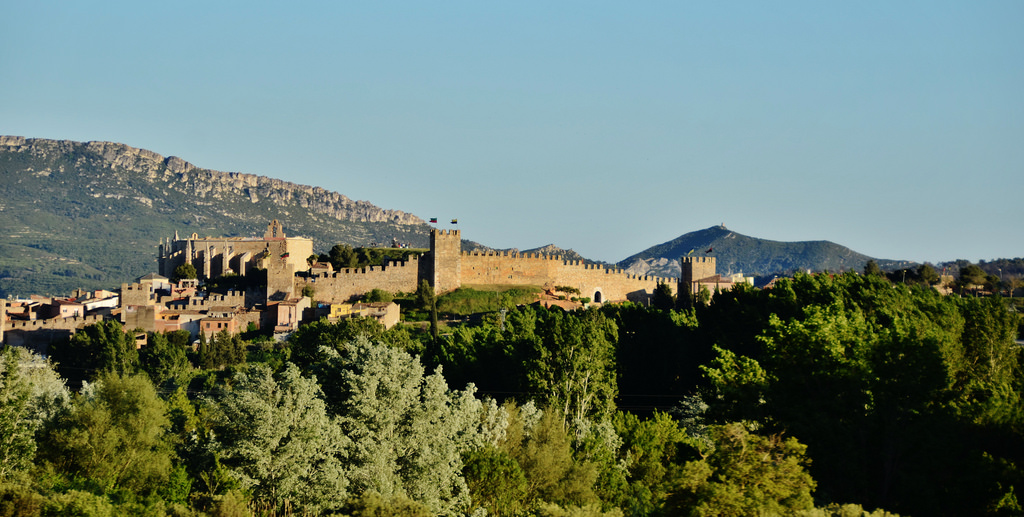
Vista de la localidad

El casco antiguo de la villa está a unos 350 m sobre el nivel del mar, pero el punto más alto del término municipal es la Mola d'Estat (1126 m). El término municipal está limitado por la sierra de Prenafeta y las montañas de Prades. Limita con las siguientes localidades: 
- Al norte con Pira, Barbará y Blancafort.
- Al sur con Vilavert.
- Al este con la comarca de Alto Campo.
- Al oeste con los municipios de Espluga de Francolí y el de Vimbodí.

El territorio del término municipal de Montblanch está formado por tres zonas bien diferenciadas: la sierra de Miramar al extremo este y sudeste, las montañas de Prades al límite oeste y sudoeste, y las tierras bajas de la cuenca del río Francolí que se encuentran en la franja central, yendo de norte a sur del término. Precisamente, estas sierras están dentro de dos zonas Plan de Espacios de Interés Natural (PEIN), protegidas por la legislación catalana por su alto valor natural. 
Las pedanías son:
- La Guàrdia dels Prats (168 hab.)
- Lilla (94 hab.)
- Montblanch (7749 hab.)
- El Pinetell (10 hab.)
- Prenafeta (50 hab.)
- Rojals (34 hab.)
- La Bartra

### Barrios
- Barrio de San Miguel
- Barrio de San Domingo
- Barrio de los Ángeles
- Barrio del Carmen
- Barrio de San Roque
- Barrio de San Cristóbal
- Barrio de Santa Ana
- Barrio de Santa Tecla
- Barrio de Montserrat
- Barrio de Santa Clara
- Barrio de San Matías
- Las Arcadas
- Barrio de San Juan
- Barrio de Nialó
- Huerta de Viñols

## Toponimia
La villa debe su nombre al montículo situado en el casco antiguo, conocido como Pla de Santa Bárbara. En este monte (mont, en catalán) no había huertas ni campos agrícolas porque se consideraba muy poco fértil (blanch, en catalán medieval). La unión de los dos motes dio el nombre de Montblanch. El nombre actual del municipio (Montblanc) se escribe con la normativa catalana vigente, que suprimió las h finales sordas, al igual que en Vich. 
En el undécimo volumen del Diccionario geográfico-estadístico-histórico de España y sus posesiones de Ultramar (1848) de Pascual Madoz la localidad aparece referida con la grafía «Montlblanch». El Tesauro de Topónimos del Consejo Superior de Investigaciones Científicas redirige el topónimo Montblanch a Montblanc, recomendando usar el segundo.

## Historia

### Prehistoria
Se han encontrado pinturas paleolíticas en cuevas del término municipal. Entre los siglos IV y II a. C., había un poblado de la tribu íbera cossetanos en el Pla de Santa Bárbara. También se encontraron rastros romanos de principios de nuestra era.
Los testimonios más relevantes de la presencia humana temprana en estos territorios corresponde al importante grupo de abrigos con arte rupestre prehistórico de dos etapas culturales bien distintas. Los más antiguos pertenecen al de los grupos cazadores-recolectores epipaleolíticos, Arte Levantino (10 000-6500 años antes del presente), una expresión pictórica figurativa (no naturalista como erróneamente se califica). Le siguieron las expresiones, también creenciales, de los grupos productores neolíticos, el denominado arte esquemático (6500-3200 años antes del presente), una manifestación sustentada en la abstracción. El primer descubrimiento científico de pinturas corrió a cargo de Josep Iglésias, en el año 1927, quien junto a Salvador Vilaseca llevarían a cabo el estudio de las pinturas de: Cova de les Creus, Mas d´en Carles, Mas d´en Britus I y II y Mas de la Baridana, todas con Arte esquemático. Transcurrían varios años hasta que, en el año 1943, Salvador Vilaseca descubre el Mas d´en LLort-el primer yacimiento con Levantino- mientras el guarda forestal Josep Òdena Andreu permite el hallazgo de las pinturas del Portell de les Lletres (AE); estas últimas interpretadas equivocadamente como grabados desde 1830 por F. Torres Amat. El hijo de aquel forestal descubriría en 1950, con apenas siete años de edad, nuevas pinturas: el Mas d´en Ramon d´en Bessó (AL). La secuencia de hallazgos se interrumpe hasta que, en 1977, un equipo integrado por Anna Alonso, Marisa Melgarejo y Orencio Medina, reconocen una nueva figura levantina en el Mas d´en Llort. En 1989, y como resultado de varias campañas de prospección, Alexandre Grimal descubre un nuevo abrigo pintado con una docena de motivos: el Mas d´en Gran (AE), y Anna Alonso el modesto abrigo del barranco del Mal Torrent o del Mas Pas (AE), aunque este último pertenece al término de Vilavert. Todas estas muestras pintadas se constituyen en testimonios extraordinariamente valiosos de la capacidad intelectual humana, y por ello han sido declarados Patrimonio Mundial por la UNESCO, en 1998, bajo el nombre administrativo convencional de arte prehistórico del arco mediterráneo de la península ibérica. (Fuentes: Associació Catalana d´Art Prehistòric)

### Edad Media
A principios del siglo XI se fundó un pueblo conocido como Duesaigües donde los ríos Anguera y Francolí se juntaban. Para favorecer la repoblación de la Cataluña Nueva, el conde Ramón Berenguer IV otorgó licencias libres de impuestos (no pagar usatges, ni censos, ni tasas por la leña ni agua) a algunas poblaciones, entre ellas Duesaigües. Entonces, en 1155, la población se rebautizó como Vilasalva (villa salvada -villa libre de impuestos-). Las continuas inundaciones y la necesidad de poseer una fortificación en el camino de Lérida a Tarragona, decidió al rey Alfonso II a trasladar la población a un pequeño monte cerca de allí y otorgó la nueva carta de población a Pere Berenguer de Vilafranca. Así nació Montblanch, era febrero de 1163. 
La villa creció rápidamente; en 1170 ya están documentados el castillo y una pequeña iglesia románica dedicada a Santa María. Apareció el barrio del Mercado, con actividades comerciales. Durante el siglo XIII Montblanch creció gracias a nuevos privilegios reales y a la concesión de mercados y ferias de ganado. Se constituyó el municipio por orden de Pedro el Grande el año 1284, la veguería de Montblanch y se fundaron las Escrivanías Reales y el Estudio Mayor. La villa adquiere importancia dentro de Cataluña. En estos tiempos se construyen la iglesia de San Miguel, la judería, y los conventos de San Francisco, de la Sierra y de la Merced, así como el hospital-iglesia de San Bartolomé y de Santa Magdalena. Y también algunos edificios civiles como la Casa de la Villa, el Palacio Real y la Casa de los Josa. En Valencia hay una calle dedicada a Montblanch, regalo del rey Jaime el Conquistador a la villa agradeciendo la ayuda de un grupo de nobles locales que viajaron con él a la conquista del Reino de Valencia. Posee el título de villa ducal desde 1387. 
El auge más importante de la villa es en el siglo XIV cuando llega a ser la séptima ciudad de Cataluña por número de habitantes, después de Barcelona, Lérida, Tortosa, Gerona, Tarragona y Puigcerdá, y una villa con un importante peso económico. El rey Juan I concedió a su hermano (y futuro rey) Martín el Humano el título de duque de Montblanch. 
Se celebraron Cortes algunas veces;
1. En 1307 por Jaime II.
2. En 1333 por Alfonso III.
3. En 1370-71 por Pedro III.
4. En 1410 se reunió el Parlamento General de Cataluña en Montblanch.
5. En 1414 por Fernando I.
6. En 1640, Felipe IV proyectó unas cortes en Montblanch que no llegaron a celebrarse.

En esta época se construyen las obras más importantes de la villa; la muralla (con 31 torres y 5 puertas), la iglesia de Santa María, el hospital de San Marcial y el Palacio de los Alenyà. Se cubrió el torrente Riuot, que pasa por el centro de la villa y se edificaron molinos, puentes, la prisión, etc.

### Edad Moderna
Desde principios de siglo XV, el párroco de Montblanch tiene el título de Plebán. Hoy en día sólo hay dos más: en Oliva y en Onteniente, ambas en Valencia. A finales de siglo, Montblanch cayó en desgracia. Malas cosechas, epidemias y la Guerra civil catalana acabaron con el crecimiento espectacular de la Villa Ducal. Las murallas y muchas casas y puentes se vieron gravemente afectados.
Durante los siglos XVI y XVII se produzco una mejoría pero la Guerra de los Segadores fue un golpe muy duro para la villa; se destruyeron parte de las murallas, se quemaron los archivos y, durante su retirada, las tropas castellanas del general Palavicino bombardearon la iglesia gótica de Santa María. Se produjeron asaltos, saqueos e incendios, todo ello arruinó definitivamente la población, que perdió su peso económico y político. Con la Guerra de Sucesión la villa perdió sus privilegios y su veguería. La Guerra de Independencia y las peleas entre liberales y carlistas dieron la puntilla.

### Edad Contemporánea
La población se fue recuperando rápidamente a mediados del siglo XIX con artesanos y agricultores del cultivo de la vid. Se produjo una explosión demográfica y comercial con la llegada de mejores comunicaciones (carreteras a Valls en 1821 y a Reus en 1843) y, sobre todo, con la llegada del tren el 1863. Para dejar paso a los carros llenos de aguardiente, entre los años 1855 y 1865 se destruyen los arcos que cubrían la calle mayor. También se destruyen las puertas amuralladas de entrada y salida de la calle mayor (de San Francisco y de San Antonio).
Todo esto acabó con la llegada de la filoxera, que arruinó las vides completamente. Hasta mediados de siglo XX no se empezaría a notar una mejoría de la zona, y en los últimos años ha sufrido la transformación más grande de su historia, superando la cota de los 6500 habitantes.
Su casco antiguo fue declarado conjunto histórico-artístico en 1948.

### Símbolos
Montblanch tiene escudo propio desde 1287, cuando por el tratado de Olorón, entre Alfonso III de Aragón y Eduardo I de Inglaterra, se autorizó a cinco poblaciones del reino que tuviesen sello: fueron Montblanch, Barcelona, Huesca, Lérida y Cervera.

## Demografía
| Gráfica de evolución demográfica de Guardia dels Prats entre 1842 y 1877 |
| |
| Población de derecho según los censos de población del INE Población de hecho según los censos de población del INEEntre el censo de 1887 y el anterior, este municipio desaparece porque se integra en el municipio 43086 (Montblanch) |

Cuenta con una población de 7550 habitantes (INE 2024).
| Gráfica de evolución demográfica de Montblanc entre 1842 y 2021 |
| |
| Población de derecho según los censos de población del INE Población de hecho según los censos de población del INEEntre el censo de 1887 y el anterior, crece el término del municipio porque incorpora a 43503 (Guardia dels Prats) y 43504 (Lilla) Entre el censo de 1940 y el anterior, crece el término del municipio porque incorpora a 43506 (Rojals) |

## Monumentos y lugares de interés
Religiosos

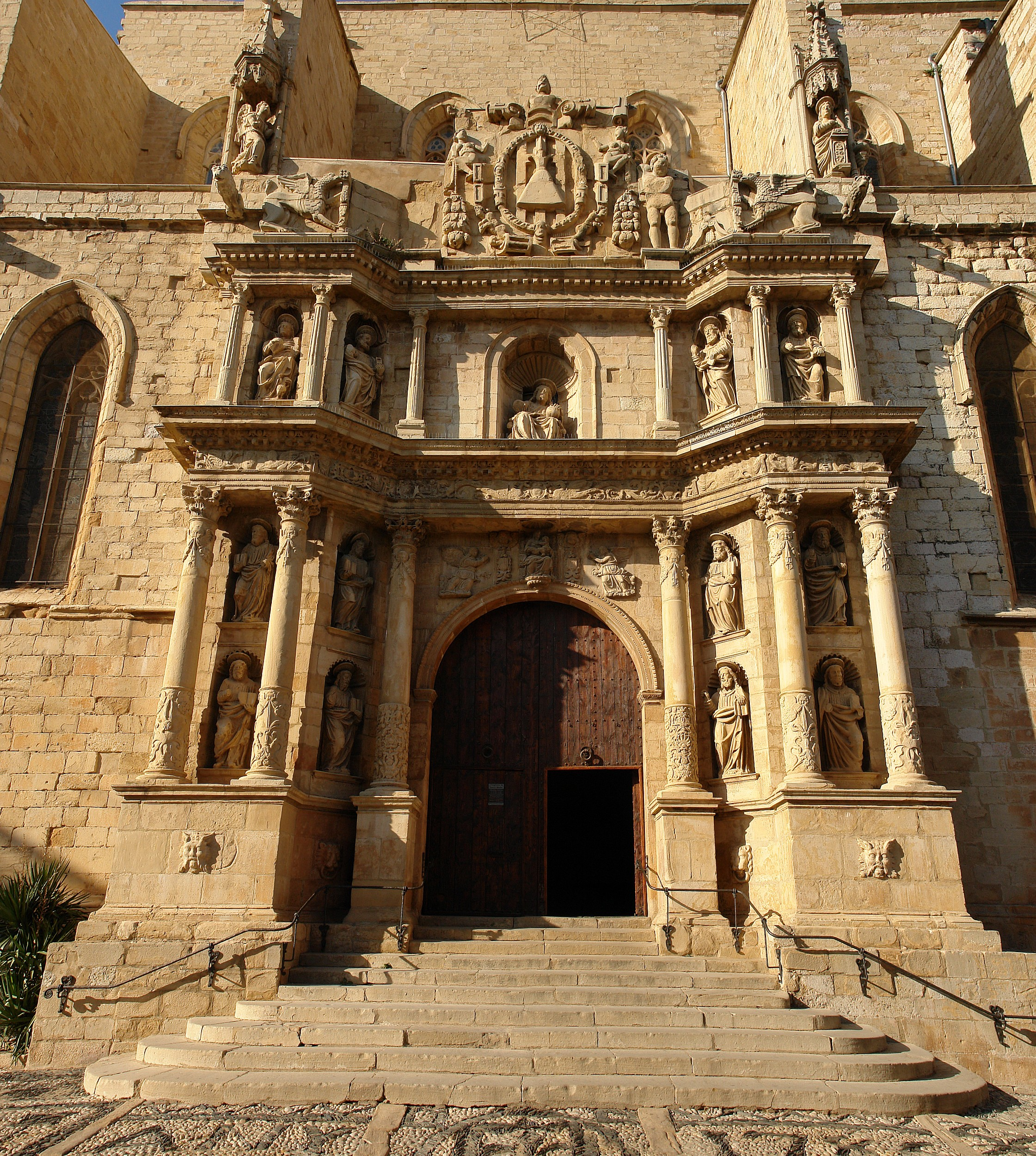
Iglesia de Santa María.

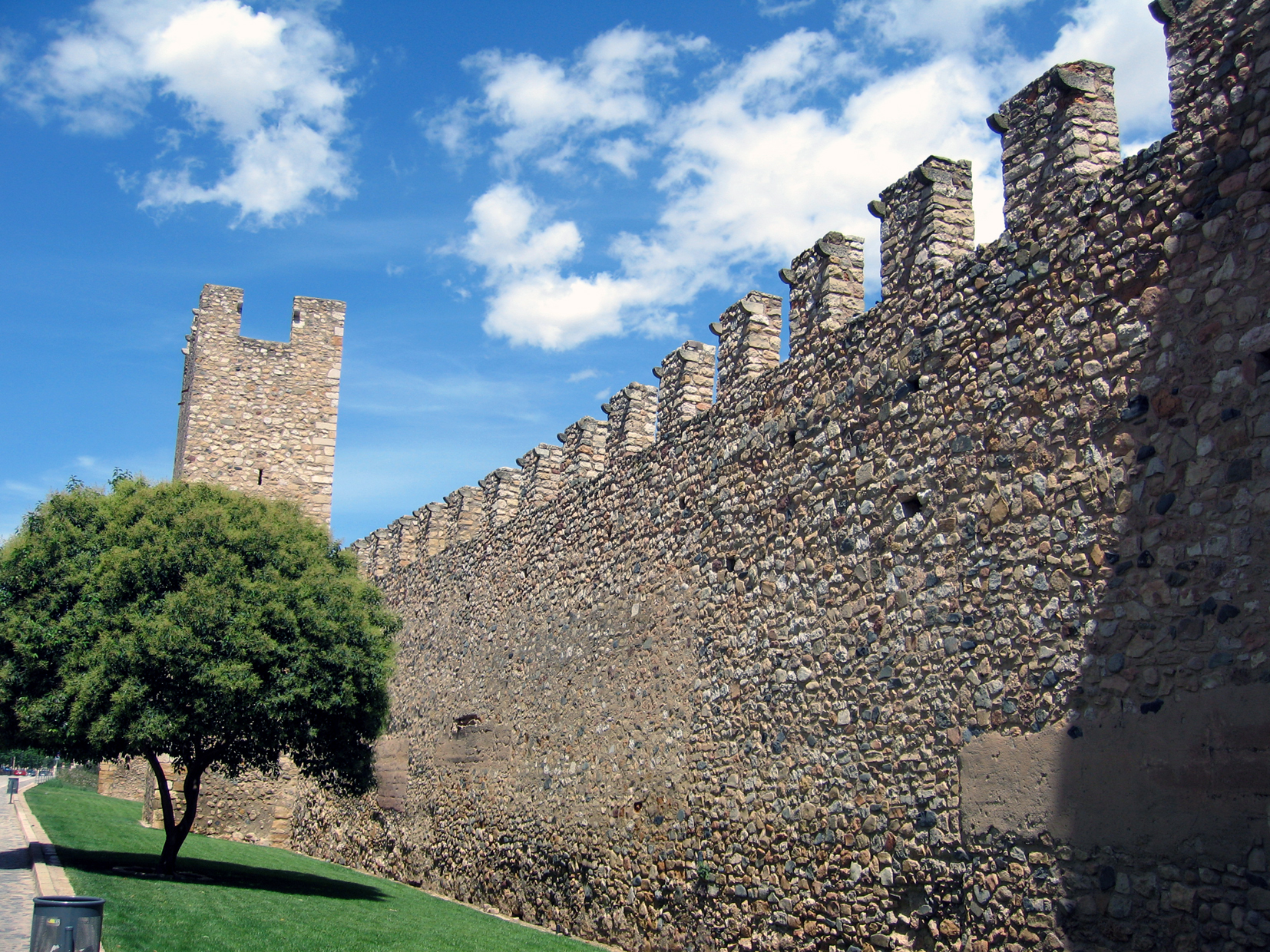
Montblanch conserva uno de los recintos amurallados medievales más completos de Cataluña

- Conventos: San Francisco, de los más antiguos de Cataluña y donde se dice que pasó una noche San Francisco de Asís), y La Merced
- Antiguos hospitales: San Marcial y San Bartolomé, y Santa Magdalena.
- Iglesias: Santa María la Mayor (conocida como la Catedral de la Montaña y que está inacabada a causa de la Peste Negra); Iglesia de San Miguel
- Santuarios: de la Sierra y de la Virgen de los Prats, popularmente ermita dels Prats (perteneciente a La Guardia dels Prats)
- Ermitas: San José, San Juan de la Montaña y Santa Ana (perteneciente a Prenafeta)

Civiles

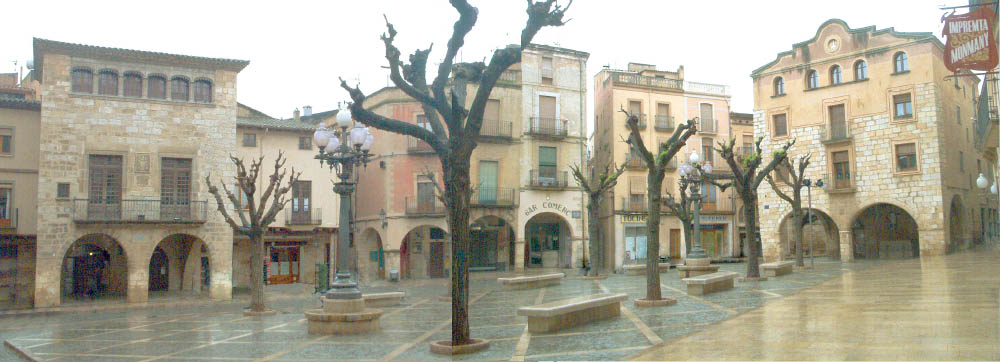
Plaza Mayor de Montblanch

- Recinto amurallado: puertas: de S. Francisco -destruido-, de San Jorge, de San Antonio -reconstruido-, de Bové, del Castellano; puertas de paso: de S. Marcial, El Foradot; torres: de los Cinco Lados, de Bové, etc.)
- Casas señoriales: Palacio Real (residencia ocasional de los reyes de la Corona de Aragón), Palacios de los Josa, de los Castellví, de los Alenyà y del Castellano. Casa de los Desclergue, Casa de la Villa.
- Judería: Tenía dos sinagogas. Se cree que en una de ellas es donde actualmente está el Consejo comarcal)
- Plaza Mayor y calle Mayor.
- Puente Viejo, románico.
- Torrente cubierto del Riuot.
- Casco antiguo: declarado conjunto histórico-artístico en 1948.

Museos
- Museo-Archivo de Montblanch y Comarca.
- Museo de Arte Frederic Marés.
- Museo de Arte Palau Ferré.
- Museo Molinos de la Villa.
- Museo de Ciencias Naturales.
- Sala de exposiciones San Miguel.

## Cultura
Se pueden encontrar gigantes (construidos en 1864) y cabezudos, baile de bastones, mula, dragón, águila, grallas de Montblanc, timbalas, torraires de Montblanc (castellers), demonios, banda de música Virgen de la Serra, cabezudos infantiles, dragón infantil y águila infantil.

### Leyendas
- Leyenda de San Jorge. La tradición catalana supone que la leyenda de San Jorge ocurrió en Montblanch. Existe el Portal de Sant Jordi y cuenta la tradición que delante del portal el santo mató el dragón.

- Virgen de la Sierra. La princesa bizantina Eudoxia Láscaris llevaba una imagen de la virgen hacia Zaragoza, de repente, el carro no avanzó y se supuso que la virgen quería quedarse en Montblanch. Era el año 1296.

### Fiestas
- Enero: Reyes Magos (día 6) y Fiesta de San Antonio (Matanza del Puerco y Tradicionales Tres Vueltas).
- Febrero: feria del Saldo y Carnaval.
- Abril: fiesta de los Conductores de Carros, Procesiones de Semana Santa y Semana Medieval de la Leyenda de San Jorge.
- Mayo: fiestas y ferias de San Matías.
- Junio: Procesión de Corpus, Fiesta de San Juan y Baile de Sardanas.
- Julio y agosto: Todos los fines de semana hay alguna fiesta mayor de los barrios o de las pedanías y Acampada Jove
- Septiembre: fiesta mayor en honor a la Virgen de la Sierra.
- Octubre: Festival Internacional de Cerámica de Montblanch conocido también como Terrània.
- Diciembre: fiestas de Navidades.

## Hermanamientos
- Montblanc (Francia)